# Эльвенд
Эльве́нд (перс. الوند‎) — город на северо-западе Ирана, в провинции Казвин. Административный центр шахрестана Эльборз.

## География
Город находится в центральной части провинции, на расстоянии приблизительно 7 километров к юго-востоку от Казвина, административного центра провинции и на расстоянии 105 километров к западу-северо-западу (WNW) от Тегерана, столицы страны. Абсолютная высота — 1234 метра над уровнем моря.

## Население
По данным переписи 2006 года численность населения составляла 69 333 человек.
| 1991   | 1996   | 2006   | 2013   |
| ------ | ------ | ------ | ------ |
| 54 557 | 60 758 | 69 333 | 75 278 |

## Транспорт
Ближайший аэропорт расположен в городе Казвин.